# Jackson County, Ohio
Jackson County är ett administrativt område i delstaten Ohio, USA, med 33 225 invånare. Den administrativa huvudorten (county seat) är Jackson. 
Countyt har fått sitt namn efter general Andrew Jackson som var USA:s sjunde president 1829-1837 som hade besegrat britterna i slaget vid New Orleans den 8 januari 1815.

## Geografi
Enligt United States Census Bureau så har countyt en total area på 1092 km². 1 089 km² av den arean är land och 3 km² är vatten.    

### Angränsande countyn
- Vinton County - nord
- Gallia County - öst
- Lawrence County - syd
- Scioto County - sydväst
- Pike County - väst
- Ross County - nordväst